# Tuomas Holopainen
Tuomas Lauri Johannes Holopainen (Kitee, 25 december 1976) is de oprichter, songwriter en toetsenist van de Finse metalband Nightwish. Daarnaast was hij van 1999 tot en met 2004 actief in de gothic metalband For My Pain.... Hij heeft ook meerdere albums geproduceerd, van Finse bands als Silentium en Indica (waarmee Nightwish getoerd heeft). Hij speelde in verscheidene bands, onder andere Nattvindens Grat.

## Jeugd
Tuomas Holopainen is geboren in Kitee, Finland, op 25 December 1976. Zijn ouders zijn Pentti Holopainen (ondernemer) en Kirsti Nortia-Holopainen (lerares muziek en Engels op een basisschool). Hij heeft een oudere zus Susanna en een oudere broer Petri. 
Al op vroege leeftijd werd duidelijk hoe muzikaal hij was en op zijn zevende schreef zijn moeder hem in voor pianolessen op school. Uiteindelijk leerde hij klarinet, tenorsaxofoon en piano/toetsen spelen. Ook volgde hij twaalf jaar lang theorielessen bij een muziekschool. Sinds midden jaren negentig heeft hij echter geen klarinet of saxofoon meer gepeeld. Ooit wilde Holopainen bioloog worden en had hij geen enkele interesse in metal totdat hij bij een leerlingenuitwisseling in de VS meegenomen werd naar concerten van Metallica en Guns N' Roses.

## Trivia
- Holopainen is ook bekend als fan van In de Ban van de Ring, en de Dungeons and Dragonsserie Dragonlance, en een groot liefhebber van Disney. Hij noemt zichzelf ook een Escapist. Hij heeft er zelfs een lied over geschreven, the Escapist, dat onder andere te vinden is op Made in Hong Kong (And in Various Other Places).

- In 2006 noemde Holopainen zichzelf "niet religieus, maar open-minded, denkend individu". Hij beschouwt "religie niet als iets slechts, maar een menselijke interpretatie van de wereld".

- Holopainen is op 28 oktober 2015 getrouwd met de Finse popzangeres Johanna Kurkela.

- Holopainen is vegetariër.

- De muggensoort Sciophilia holopaineni is vernoemd naar Holopainen, vanwege Holopainens liefde voor de natuur. De soort werd in 2017 ontdekt door de Finse bioloog Jukka Salmela van Metsähallitus Parks & Wildlife.